# Кавича
Кавича  — річка в Єлізовському районі та Мільковському районі Камчатського краю Росії. Права притока річки Камчатка. Довжина річки - 108 км . Площа водозбірного басейну - 1000 км2 . Бере початок із Валагінського хребта на північно-східному схилі гори Скалиста (2016 м)  .
Впадає в річку Камчатка праворуч за 591 км від гирла , за 11 км на південний захід від села Мільково .
Код водного об'єкта в державному водному реєстрі Росії — 19070000112120000013086  .
Притоки:
- ліві: Крохолева [5], Тополева [5], Баранья [5], Великий Бакуш [6] ;
- праві: Перевалочна [7], Ольхова [7], Толманська [7], Корніловська [6] .